# Теорема о внешнем угле треугольника
Теорема о внешнем угле треугольника — одна из основных теорем планиметрии.

## Формулировка
Внешним углом плоского треугольника при данной вершине называется угол, смежный с внутренним углом треугольника при этой вершине (см. рис.).
Если внутренний угол при данной вершине треугольника образован двумя сторонами, выходящими из данной вершины, то внешний угол треугольника образован одной стороной, выходящей из данной вершины и продолжением другой стороны, выходящей из той же вершины.
- Внешний угол равен разности между 180° и его внутренним углом, смежным с ним. Внешний угол может принимать значения от 0 до 180° не включительно.
- Теорема о внешнем угле треугольника: Внешний угол треугольника равен сумме двух оставшихся углов треугольника, не смежных с этим внешним углом. Иными словами, (см. рис.): {\displaystyle d=a+c.}

## История
В евклидовом доказательстве теоремы о внешнем угле треугольника, принадлежащем Евклиду, (а также и результата о том, то сумма всех трех внутренних углов треугольника равна 180°) сначала проводится прямая, параллельна стороне AB, проходящая через вершину C, а затем, используя свойство соответственных углов при двух параллельных прямых и одной секущей и о внутренних накрест лежащих углах при двух параллельных прямых, требуемое утверждение получают как иллюстрацию (см. рис.)..

## Применение
Теорема о внешнем угле треугольника используется тогда, когда пытаются вычислить меры неизвестных углов в геометрии, в задачах с многоугольниками, где используются треугольники.